# Virtus Entella
Virtus Entella, är en italiensk fotbollsklubb baserad i Chiavari, Ligurien. Entella grundades 1914. Klubben spelar sedan säsongen 2021/2022 i Serie C Grupp B.